# Mistrzostwa Świata FIBT 2005
Mistrzostwa Świata FIBT 2005 odbywały się w dniach 18–27 lutego 2005 w kanadyjskim Calgary. Odbyły się trzy konkurencje bobslejowe i dwie skeletonowe.

## Skeleton
- Data: 21 lutego 2005

### Mężczyźni
| Miejsce | Sportowiec             | Narodowość        | Czas       |
| ------- | ---------------------- | ----------------- | ---------- |
| 1       | Jeff Pain              | Kanada            | 3:44.52    |
| 2       | Gregor Stähli          | Szwajcaria        | +0.80      |
| 3       | Duff Gibson            | Kanada            | +1.30      |
| 4       | Kristan Bromley        | Wielka Brytania   | +1.73      |
| 5       | Zach Lund              | Stany Zjednoczone | +1.84      |
| 6       | Markus Penz            | Austria           | +2.37      |
| 7       | Philippe Cavoret       | Francja           | +2.39      |
| 8       | Eric Bernotas          | Stany Zjednoczone | +2.72      |
|         | Chris Soule            | Stany Zjednoczone | +2.72      |
| 10      | Kazuhiro Koshi         | Japonia           | +3.27      |
| 11      | Kelly Forbes           | Kanada            | +3.49      |
| 12      | Martin Rettl           | Austria           | +3.52      |
| 13      | Ben Sandford           | Nowa Zelandia     | +3.88      |
| 14      | Frank Kleber           | Niemcy            | +3.92      |
| 15      | Adam Pengilly          | Wielka Brytania   | +4.50      |
| 16      | Matthias Biedermann    | Niemcy            | +4.69      |
| 17      | Yuzuru Hanyuda         | Japonia           | 43.89      |
| 18      | Florian Grassl         | Niemcy            | +5.04      |
| 19      | Alberto Polacchi       | Włochy            | +5.10      |
| 20      | Cedric Tamani          | Szwajcaria        | +5.70      |
| 21      | Siergiej Czudinow      | Rosja             | 2:53.89    |
| 22      | Shaun Boyle            | Australia         | 2:53.91    |
| 23      | Konstantin Aładaszwili | Rosja             | 2:53.95    |
| 24      | Patrick Singleton      | Bermudy           | 2:54.21    |
| 25      | Paul Boehm             | Kanada            | 2:55.61    |
| 26      | Maurizio Oioli         | Włochy            | 2:56.53    |
| 27      | Kang Kwang-bae         | Korea Południowa  | 2:58.35    |
| DNR     | Dirk Matschenz         | Holandia          | 1 przejazd |
| DNS     | Masaru Inada           | Japonia           |            |

### Kobiety
- Data: 21 lutego 2005

| Miejsce | Zawodnik              | Narodowość        | Czas    |
| ------- | --------------------- | ----------------- | ------- |
| 1       | Maya Pedersen         | Szwajcaria        | 3:52.42 |
| 2       | Noelle Pikus-Pace     | Stany Zjednoczone | +0.10   |
| 3       | Michelle Kelly        | Kanada            | +0.76   |
| 4       | Kerstin Jürgens       | Niemcy            | +1.37   |
| 5       | Monique Riekewald     | Niemcy            | +1.41   |
| 6       | Lindsay Alcock        | Kanada            | +1.44   |
| 7       | Katie Uhlaender       | Stany Zjednoczone | +2.34   |
| 8       | Diana Sartor          | Niemcy            | +2.45   |
| 9       | Tanja Morel           | Szwajcaria        | +2.95   |
| 10      | Mellisa Hollingsworth | Kanada            | +3.18   |
| 11      | Lea Ann Parsley       | Stany Zjednoczone | +3.91   |
| 12      | Katie Koczynski       | Stany Zjednoczone | +4.03   |
| 13      | Melissa Hoar          | Australia         | +4.20   |
| 14      | Eiko Nakayama         | Japonia           | +4.99   |
| 15      | Dany Locati           | Włochy            | +5.12   |
| 16      | Anna Szewcowa         | Rosja             | +5.23   |
| 17      | Desirée Bjerke        | Norwegia          | +5.218  |
| 18      | Costanza Zanoletti    | Włochy            | +5.49   |
| 19      | Natsuko Naka          | Japonia           | +5.60   |
| 20      | Louise Corcoran       | Nowa Zelandia     | +5.77   |
| 21      | Monika Wołowiec       | Polska            | 3:02.29 |
| 22      | Kelly Moffat          | Nowa Zelandia     | 3:02.80 |
| DSQ     | Shelley Rudman        | Wielka Brytania   |         |

## Bobsleje

### Mężczyźni

#### Dwójki
- Data: 19 lutego 2005

| Miejsce | Narodowość        | Zawodnik                             | czas        |
| ------- | ----------------- | ------------------------------------ | ----------- |
| 1       | Kanada            | Pierre Lueders Lascelles Brown       | 3:39,38 min |
| 2       | Niemcy            | André Lange Kevin Kuske              | +0,14 s     |
| 3       | Szwajcaria        | Martin Annen Beat Hefti              | +0,32 s     |
| 4       | Szwajcaria        | Ivo Rüegg Cédric Grand               | +0,38 s     |
| 5       | Niemcy            | René Spies Franz Sagmeister          | +0,56 s     |
| 6       | Rosja             | Aleksandr Zubkow Dmitrij Stiepuszkin | +1,05 s     |
| 7       | Wielka Brytania   | Lee Johnston Dan Humphries           | +1,06 s     |
| 8       | Szwajcaria        | Daniel Schmid Thomas Lamparter       | +1,08 s     |
| 9       | Stany Zjednoczone | Mike Kohn Alex Sprague               | +1,42 s     |
| 10      | Włochy            | Simone Bertazzo Giorgio Morbidelli   | +1,54 s     |

#### Czwórki
- Data: 27 lutego 2005

| Miejsce | Narodowość           | Zawodnik                                                                      | czas        |
| ------- | -------------------- | ----------------------------------------------------------------------------- | ----------- |
| 1       | Niemcy I             | André Lange René Hoppe Kevin Kuske Martin Putze                               | 3'34,53 min |
| 2       | Rosja I              | Aleksandr Zubkow Siergiej Gołubiow Aleksiej Sieliwierstow Dmitrij Stiepuszkin | +0,30 s     |
| 3       | Kanada I             | Pierre Lueders Ken Kotyk Morgan Alexander Lascelles Brown                     | +0,33 s     |
| 4       | Szwajcaria I         | Martin Annen Andy Gees Beat Hefti Cédric Grand                                | +0,35 s     |
| 5       | Stany Zjednoczone I  | Todd Hays Pavle Jovanovic Bill Schuffenhauer Steve Mesler                     | +0,92 s     |
| 6       | Szwajcaria II        | Ralph Rüegg Thomas Lamparter Christian Aebli Elmar Schaufelberger             | +1,32 s     |
| 7       | Niemcy II            | Matthias Höpfner Marc Kühne Andreas Barucha Stefan Barucha                    | +1,34 s     |
| 8       | Stany Zjednoczone II | Steven Holcomb Ben Fogel Jason Ross Lorenzo Smith                             | +1,96 s     |
| 9       | Łotwa I              | Jānis Miņins Mārcis Rullis Ainārs Podnieks Jānis Ozols                        | +1,97 s     |
| 10      | Rosja II             | Jewgienij Popow Piotr Makarczuk Filipp Jegorow Aleksiej Andrynin              | +2,06 s     |

### Kobiety

#### Dwójki
- Data: 26 lutego 2005

| Miejsce | Narodowość        | Zawodnik                             | czas        |
| ------- | ----------------- | ------------------------------------ | ----------- |
| 1       | Niemcy            | Sandra Kiriasis Anja Schneiderheinze | 3:43,01 min |
| 2       | Wielka Brytania   | Nicola Minichiello Jackie Davies     | +0,28 s     |
| 3       | Stany Zjednoczone | Shauna Rohbock Valerie Fleming       | +0,72 s     |
| 4       | Szwajcaria        | Sabina Hafner Katharina Sutter       | +1,25 s     |
| 5       | Stany Zjednoczone | Jean Racine Vonetta Flowers          | +1,27 s     |
| 6       | Stany Zjednoczone | Jill Bakken Amanda Moreley           | +1,38 s     |
|         | Włochy            | Gerda Weissensteiner Jennifer Isacco | +1,38 s     |
| 8       | Niemcy            | Susi Erdmann Anne Dietrich           | +1,41 s     |
| 9       | Holandia          | Eline Jurg Christel Bertens          | +1,51 s     |
| 10      | Niemcy            | Cathleen Martini Janine Tischer      | +1,88 s     |

## Tabela medalowa
| Miejsce | Państwo           |   |   |   | Razem |
| ------- | ----------------- | - | - | - | ----- |
| 1.      | Kanada            | 2 | 0 | 3 | 5     |
| 2.      | Niemcy            | 2 | 1 | 0 | 3     |
| 3.      | Szwajcaria        | 1 | 1 | 1 | 3     |
| 4.      | Stany Zjednoczone | 0 | 1 | 1 | 2     |
| 5.      | Rosja             | 0 | 1 | 0 | 1     |
| 5.      | Wielka Brytania   | 0 | 1 | 0 | 1     |